# Nissan 300ZX
Nissan 300ZX — дводверне спортивне купе японської компанії Nissan. Є продовженням досить вдалої на авторинку моделі Nissan 280ZX (1979-1983). Моделі третього та четвертого поколінь спортивних автомобілів Nissan серії Z. В Японії відомий під назвою «Fairlady Z».
За час існування Nissan 300ZX неодноразово отримував позитивні відгуки критиків. Car and Driver поміщав автомобіль в десятку найкращих протягом семи років, а Motor Trend в 1990 році назвав спорткар найкращим зарубіжним автомобілем року.
У 2003 році наступником спорткара став Nissan 350Z (Z33).

## Перше покоління (Z31)

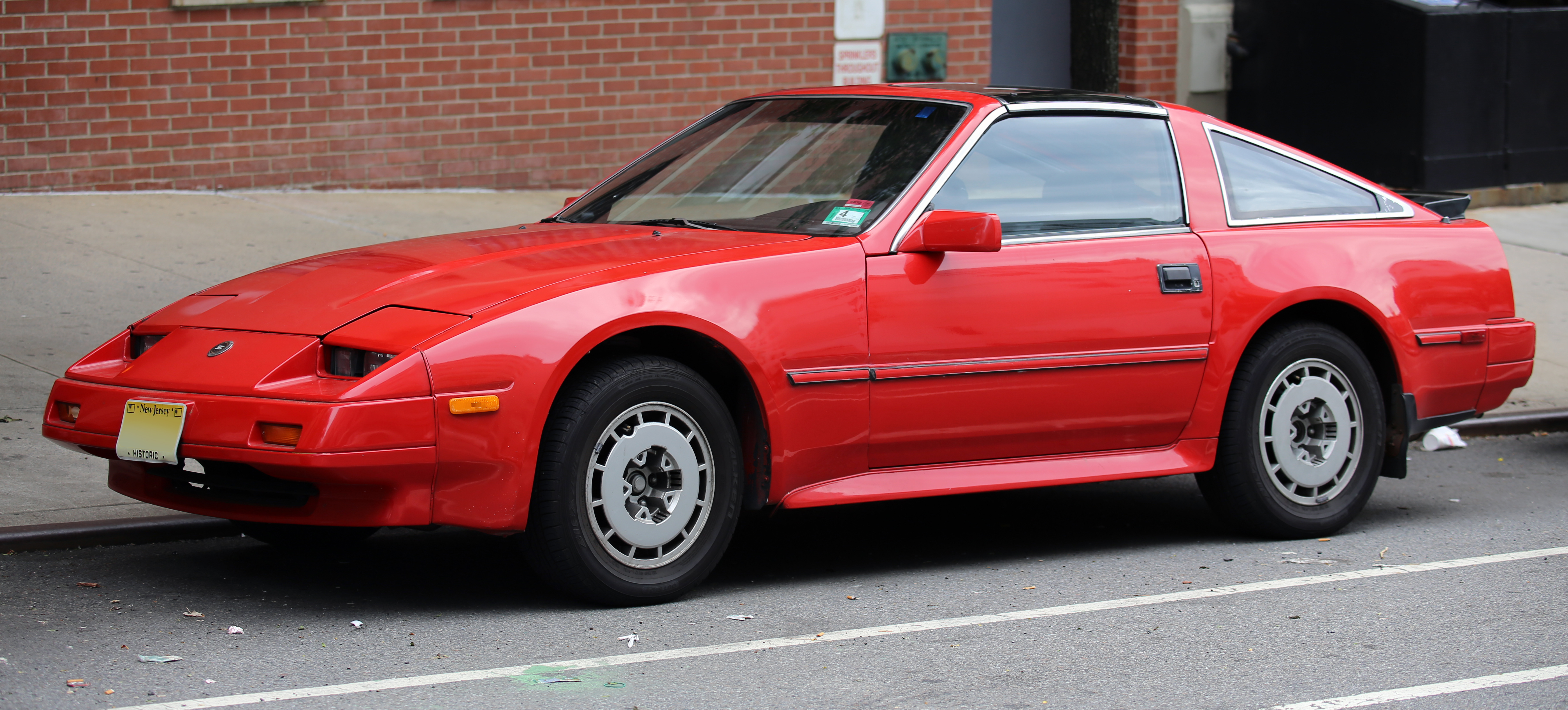
Nissan 300ZX (Z31) (1983-1989)

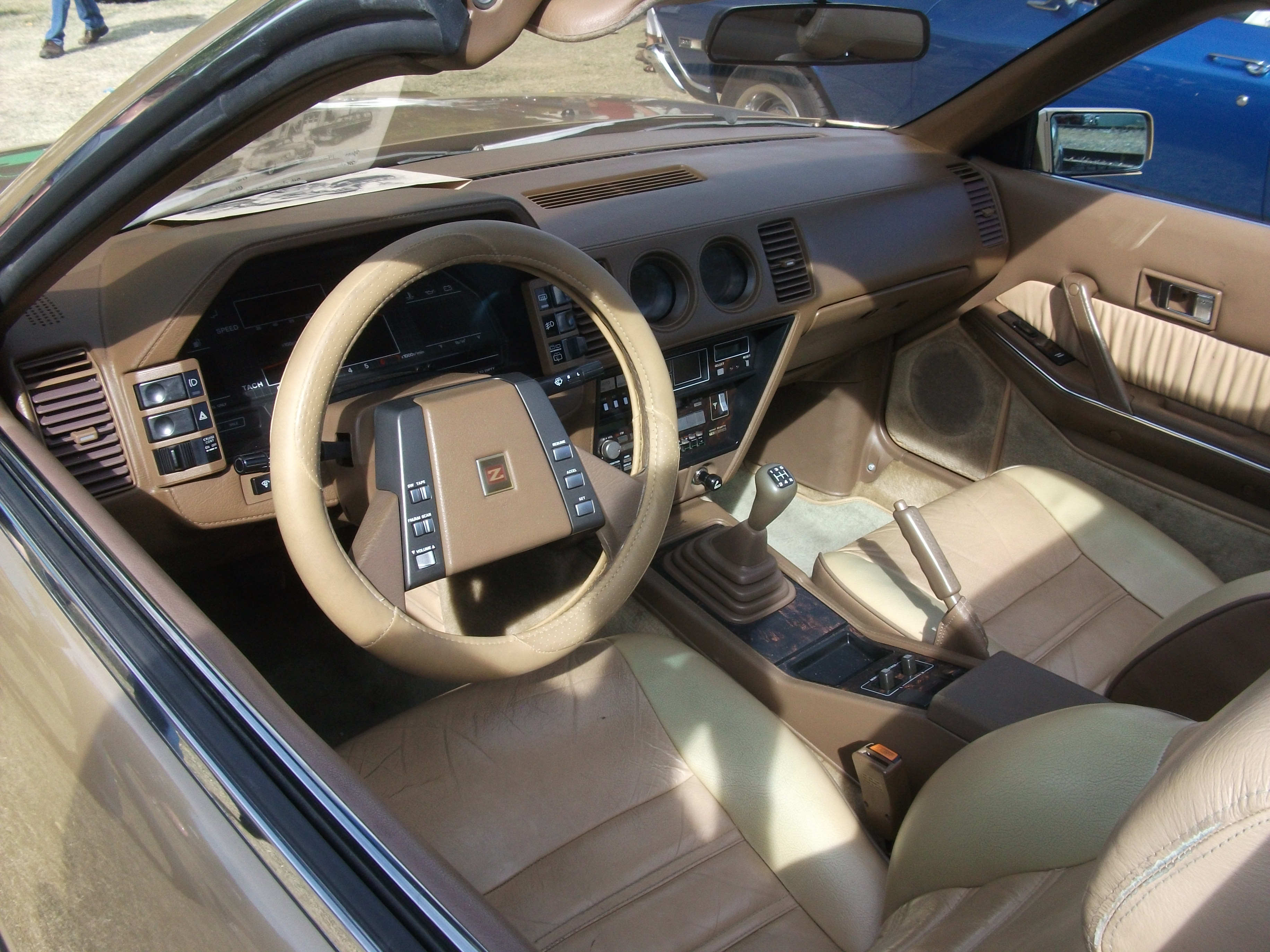

Z31 був випущений в 1983 році на ринок США під назвою Nissan/Datsun 300ZX (на кришці багажника був як значок Nissan, так і значок Datsun). У всьому іншому світі 300ZX, як і його попередники, був випущений під брендом Nissan. Подвійну назву на ринку США автомобіль мав до 1985 року, коли Nissan став продавати автомобілі по всьому світу тільки під брендом Nissan і ліквідував бренд Datsun, повністю поглинувши його. Z31 був спроектований Кадзумасу Такагі та його командою, в автомобілі, в порівнянні з попередником - Nissan 280ZX, була поліпшена аеродинаміка і збільшена потужність. Z31 має низький коефіцієнт лобового опору - 0.30, він комплектувався першим масовим японським 6-ти циліндровим V-подібним двигуном, замість рядного 6-ти циліндрового. За задумом інженерів, цей мотор був покликаний відтворити дух оригінального Fairlady Z (Nissan S30).
На вибір було надано п'ять шестициліндрових двигунів: турбований рядний RB20DET об'ємом 2 літри (комплектація 200ZR), 2-літровий турбований V-подібний VG20ET (комплектація 200Z/ZS/ZG), 3-літровий атмосферний V-подібний VG30E (комплектація 300ZX), 3 літровий турбований V-подібний VG30ET (комплектація 300ZX Turbo) і 3-літровий атмосферний V-подібний VG30DE (комплектація 300ZR). Z31 оснащувався системою впорскування палива з електронним управлінням. Спорткари Z31 продавалися і за межами Японії, вони проводилися і з правим, і з лівим кермом.

### Двигуни
- 2.0 л VG20ET V6 Turbo (200Z, 200ZG, 200ZS) 172 к.с.
- 2.0 л RB20DET Р6 Turbo (200ZR) 218 к.с.
- 3.0 л VG30E V6 (300ZX) 162-167 к.с.
- 3.0 л VG30ET V6 Turbo (300ZX Turbo) 203 к.с.
- 3.0 л VG30DE V6 (300ZR) 190 к.с.

## Друге покоління (Z32)

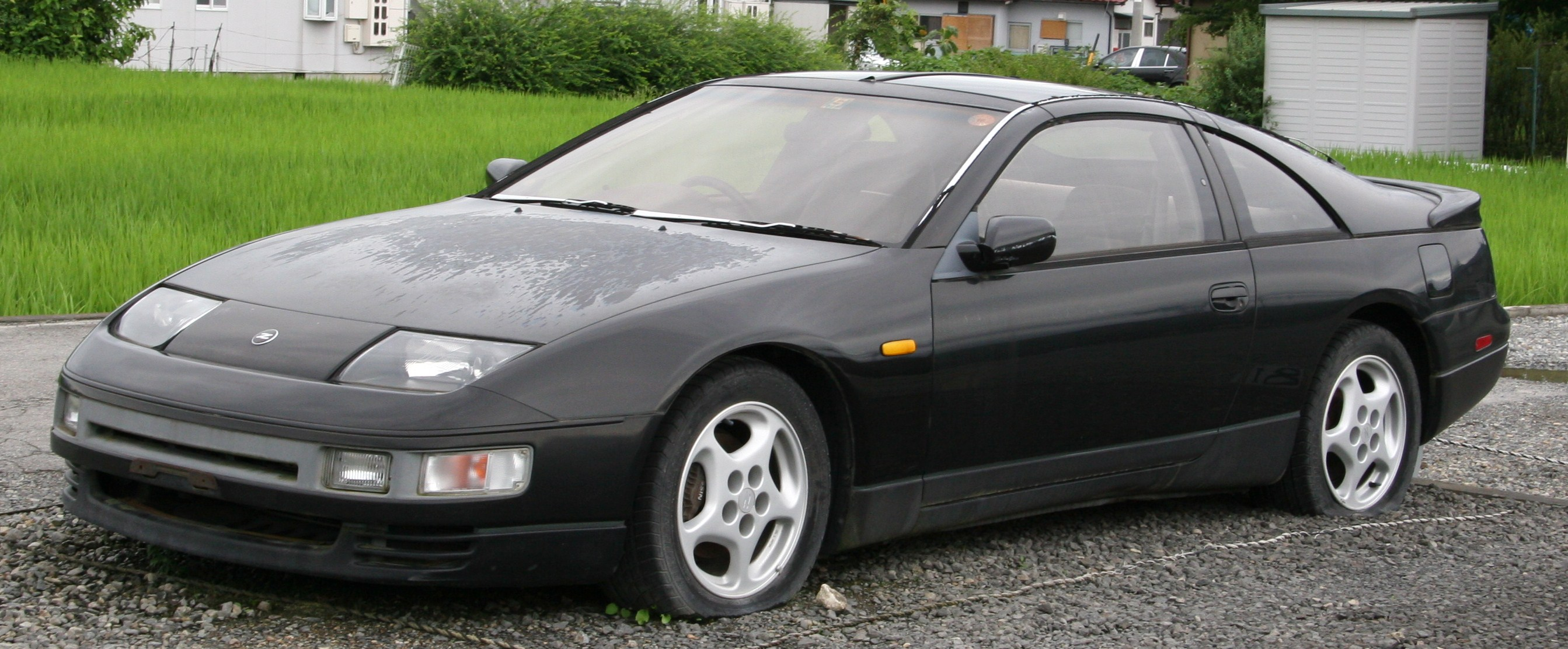
Nissan 300ZX (Z32) (1989-2000)

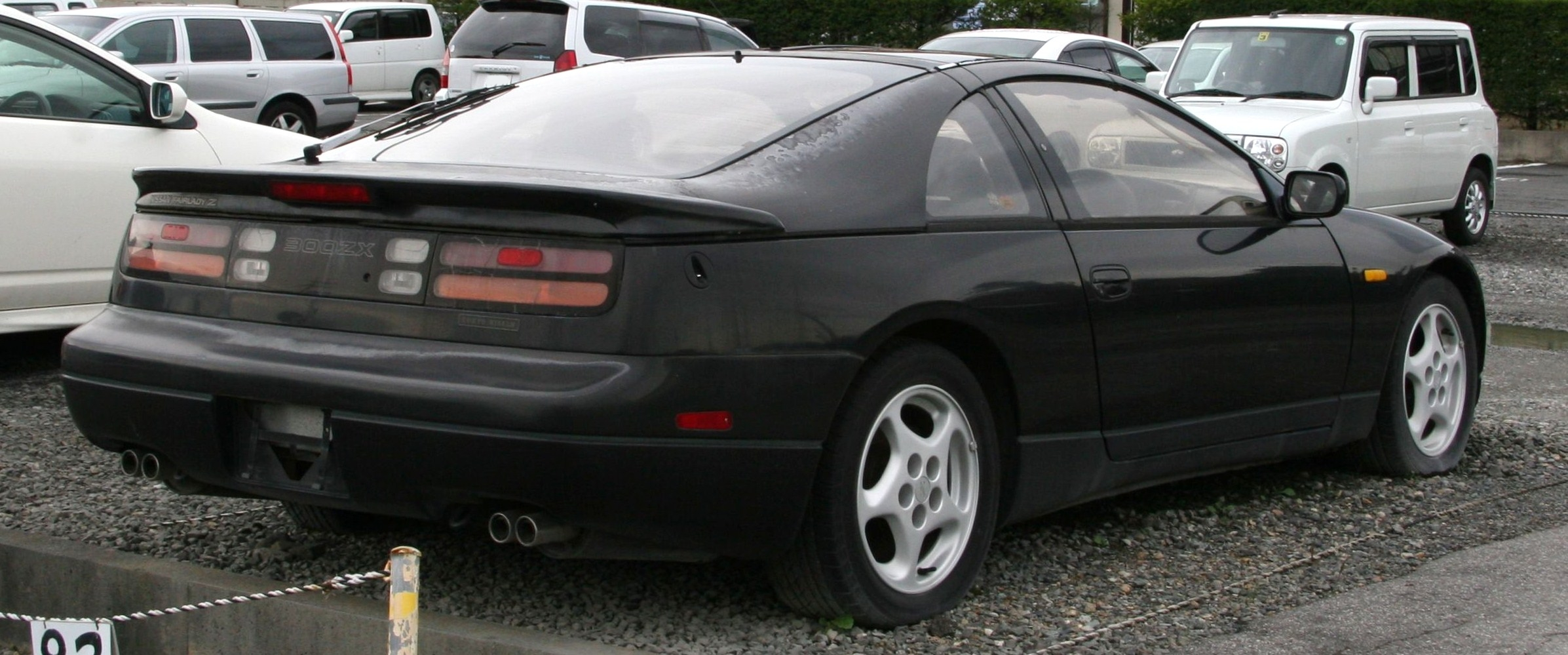

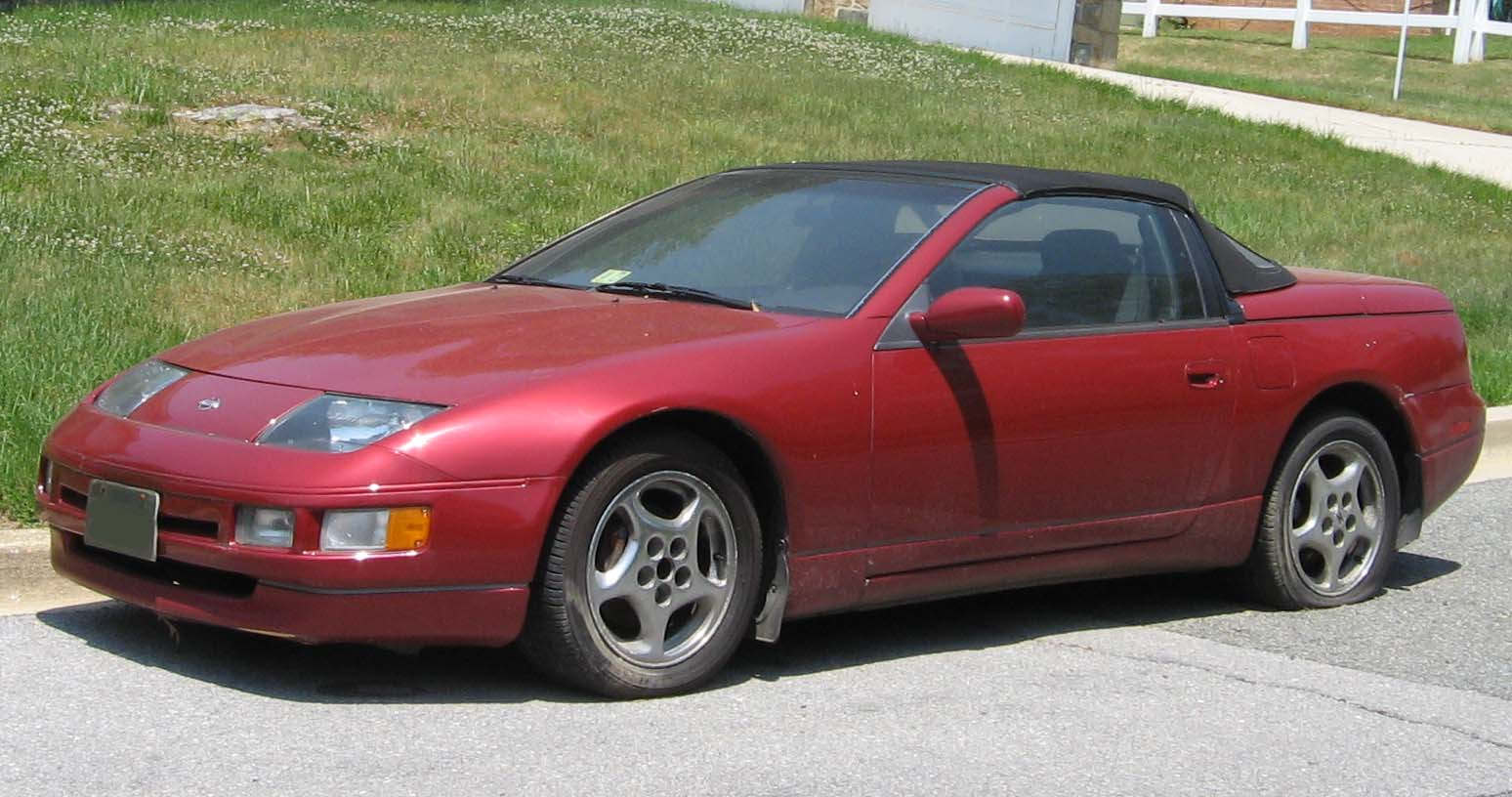

Модель Fairlady Z32 серії представляє спортивний автомобіль рідкісного для Японії дизайну. Машина з'явилася на світ в 1989 році в шостому «коліні» сімейства Fairlady. Надзвичайно занижена передня частина автомобіля стала свого роду яблуком розбрату між дизайнерами та інженерами. Але, так чи інакше, їм вдалося домовитися і розмістити під капотом 3-літровий 6-циліндровий V-подібний двигун серії VG. Причому, насправді двигун йшов у двох варіантах: або з двома турбінами, потужність якого становила 280 к.с. (Найпотужніший японський двигун на той момент), або простий мотор, який був дещо слабше, «всього-то» 230 «коней». Як і в попередній моделі, кузов мав 2 посадкових місця, або їх кількість визначалося за формулою 2Х2. Потрібно сказати, що на відміну від моделі Fairlady Z колишнього покоління, тут вдалося досягти ідентичності двох модифікацій. Починаючи з моделі S130 відмінною рисою автомобіля Fairlady стала поперечна балка даху ( «T-bar roof»), яка, ясна річ, була передбачена і тут. На двомісну машину вона встановлювалася в порядку опції, а в модифікації 2Х2 була включена в стандартну комплектацію. У 1992 році модельний ряд доповнений модифікацією з відкидним верхом, яка була виконана на шасі спеціальної конструкції. У 1993 році модельний ряд був частково модернізовано, після чого машина стала оснащуватися дахом з електроприводом, а в задній частині кузова з'явився особливий, «плаваючий» спойлер. Остання за рахунком модернізація була виконана в 1998 році, в ході якої змінився дизайн бамперів і задніх комбінованих ліхтарів.

### Двигуни
- 3.0 л VG30DE V6 222 к.с.
- 3.0 л VG30DETT V6 Twin Turbo 300 к.с.

## Автоспорт

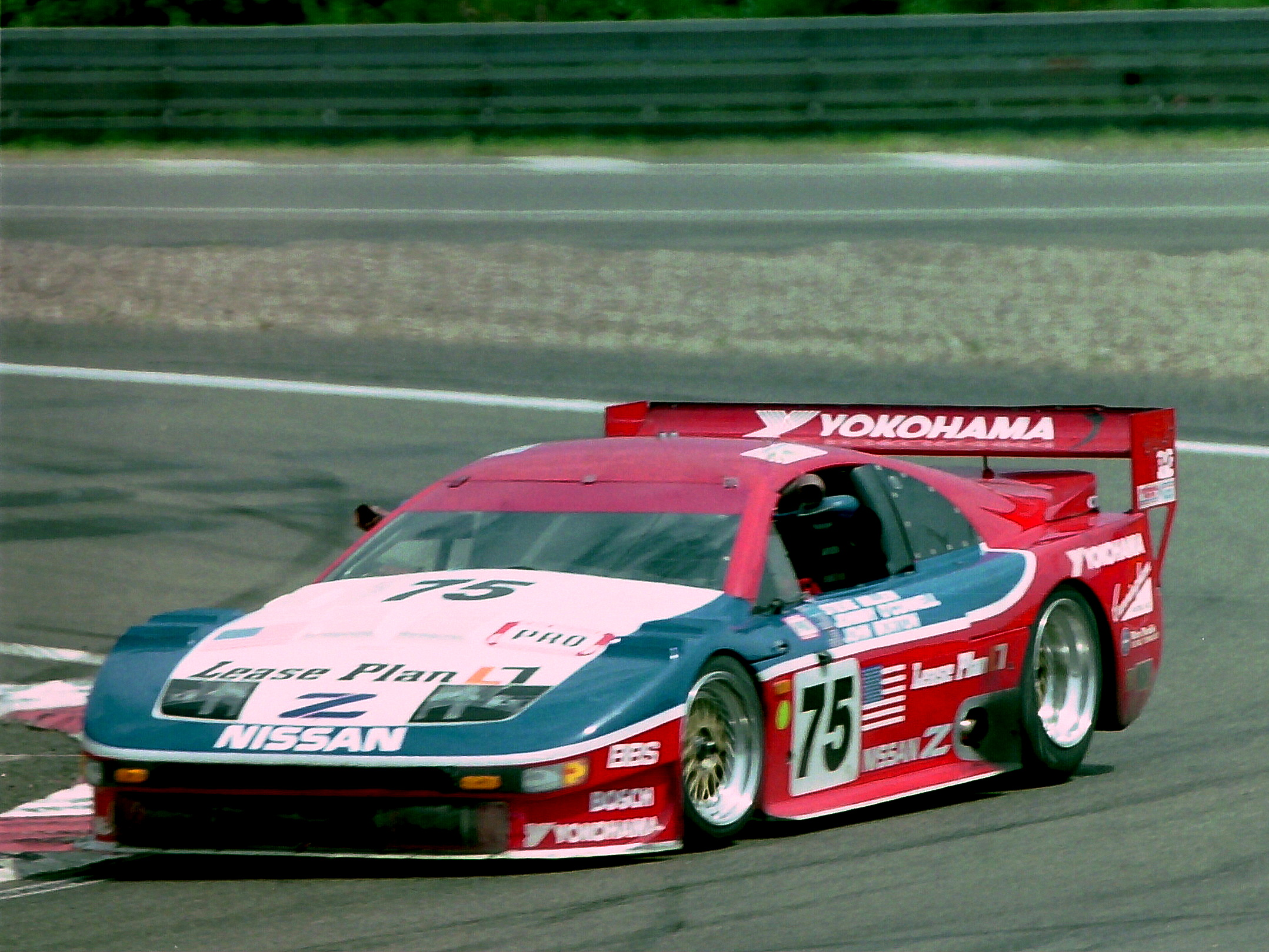
Nissan 300ZX Turbo на 24 годинах Ле-Мана в 1994 році

300ZX завоював кілька перемог в автоспорті, включаючи перемогу в серії Trans-Am в 1986 році і перемогу в 24 годинах Дейтони в 1994 році. Однак, перемога в 24 годинах Ле-Мана в 1994 році в класі GTS-1 спонукала Міжнародну федерацію автоспорту заборонити використання двигунів, оснащених системою твін-турбо в подальших змаганнях.